# Éric Schlumberger
Pour les articles homonymes, voir Schlumberger.
Éric Schlumberger est un acteur, producteur de cinéma et réalisateur suisse né le 5 novembre 1932 à Genève et mort le 16 novembre 2018 à Ribeauvillé.

## Biographie
Plusieurs films virent le jour grâce à lui dans les années 1960, dont Z de Costa-Gavras, relatant un grand événement de la fin des années 1960, avec des comédiennes et comédiens tels qu'Irène Papas, Yves Montand, Anna Karina, Jacques Perrin, Jean-Louis Trintignant, ou le film Le Soleil dans l'œil.
Il vécut son enfance en Alsace pour aller ensuite vivre à Paris. Il a été marié à Ghislaine Schoeller, écrivain française. En 2011, il vit retiré en Alsace.